# Konqueror Media Player
Nota: Não confundir com The KMPlayer
KMPlayer (Konqueror Media Player) é um programa capaz de reproduzir vídeo para o KDE. Ele é tanto um plugin para o Konqueror quanto um tocador de vídeo separado.
O KMPlayer possui plugins para o Konqueror capazes de imitar os plguins do QuickTime ou RealPlayer para navegadores de internet.